# Tea Tree Gully
Tea Tree Gully är en region i Australien. Den ligger i delstaten South Australia, omkring 18 kilometer nordost om delstatshuvudstaden Adelaide. Antalet invånare är 98 378.
Följande samhällen finns i Tea Tree Gully:
- Golden Grove
- Hope Valley
- Modbury

Runt Tea Tree Gully är det i huvudsak tätbebyggt. Runt Tea Tree Gully är det ganska glesbefolkat, med 42 invånare per kvadratkilometer. Genomsnittlig årsnederbörd är 593 millimeter. Den regnigaste månaden är juli, med i genomsnitt 95 mm nederbörd, och den torraste är december, med 13 mm nederbörd.